# Бутурлин, Михаил Васильевич
Михаил Васильевич Бутурлин (род. 4 ноября 1955) — советский хоккеист-нападающий, затем судья, хоккейный администратор.

## Биография
Родился 4 ноября 1955 года. Воспитанник московского «Локомотива»
Начал выступать в родном клубе. Службу проходил на Северном флоте, играл в команде «Шторм» из Североморска в первенстве Мурманской области. После армии три года играл за «Горняк» из Оленегорска в классе «Б». В 1980—1986 годах выступал за ярославское «Торпедо», вместе с которым вышел из Второй лиги чемпионата СССР в Первую; всего забросил 152 шайбы, в 1985 году стал лучшим бомбардиром команды, забросив за сезон 39 шайб. В феврале 1982 года в составе сборной РСФСР участвовал в турнире в Японии, где был признан лучшим нападающим соревнований.
После завершения карьеры некоторое время работал таксистом. Затем до 2005 года 18 лет был хоккейным арбитром. Судья всероссийской и международной категории, обслуживал крупнейшие российские (с 1997) и международные (с 1998, в том числе матчи Евролиги и двух молодёжных чемпионатов мира в классе «Б») соревнования. Обладатель приза «Золотой свисток» 2002, 2003. В 2009 году некоторое время работал видеоарбитром.
В 2005—2006 годах возглавлял инспекторский комитет в Федерации хоккея России. В 2006—2009 годах работал менеджером в подмосковном ХК МВД, выступавшем в Суперлиге. С 23 декабря 2009 года начальник московской команды «Спартак», выступающей в КХЛ.
Отец хоккеистов Михаила (1978—2017) и Александра (род. 1981) Бутурлиных.